# Parisia laevipila
Parisia laevipila là một loài Rêu trong họ Dicranaceae. Loài này được (Cardot & Thér.) Tixier mô tả khoa học đầu tiên năm 1985.